# Adrian Ungur
Adrian Ungur (ur. 25 stycznia 1985 w Pitești) – rumuński tenisista, reprezentant w Pucharze Davisa, olimpijczyk z Londynu (2012).
Jego żoną jest Liana Ungur, również tenisistka. Ojciec Liany, Illie Balaci, to legenda rumuńskiej piłki nożnej w latach siedemdziesiątych i osiemdziesiątych XX wieku.

## Kariera zawodowa
Ungur uzyskał status profesjonalny w 2003 roku. Od tego czasu wielokrotnie wygrywał i osiągał finały w zmaganiach rangi ATP Challenger Tour w grze pojedynczej i podwójnej. Najwyższe – 79. miejsce w rankingu singlowym osiągnął podczas notowania 11 czerwca 2012 roku. 20 lipca 2015 roku zanotował 94. pozycję w deblu, co było jego najwyższą lokatą.
Adrian Ungur najdalej w zawodach wielkoszlemowych najdalej doszedł do 2. rundy French Open 2012, po pokonaniu Davida Nalbandiana 6:3, 5:7, 6:4, 7:5 w 1. rundzie i porażce z Rogerem Federerem 3:6, 2:6, 7:6(6), 3:6.
Od 2010 roku reprezentował Rumunię w Pucharze Davisa.
W 2012 roku Ungur zagrał na igrzyskach olimpijskich w Londynie. Zarówno w grze pojedynczej i podwójnej odpadał w 1. rundzie, w deblu tworząc parę z Horią Tecău.
Pod koniec kwietnia 2015 roku razem z Mariusem Copilem zwyciężyli w zaliczanych do cyklu ATP World Tour zawodach gry podwójnej w Bukareszcie, gdzie w ostatnim meczu pokonali Nicholasa Monroe i Artema Sitaka 3:6, 7:5, 17–15.
W 2018 roku ogłosił zakończenie kariery zawodowej.

### Finały w turniejach ATP World Tour
| Nazwa                       |
| --------------------------- |
| Wielki Szlem                |
| Igrzyska olimpijskie        |
| ATP World Tour Finals       |
| ATP World Tour Masters 1000 |
| ATP World Tour 500          |
| ATP World Tour 250          |

#### Gra podwójna (1–0)
| Końcowy wynik | Nr | Data             | Turniej   | Nawierzchnia | Partner      | Przeciwnicy                 | Wynik finału    |
| ------------- | -- | ---------------- | --------- | ------------ | ------------ | --------------------------- | --------------- |
| Zwycięzca     | 1. | 26 kwietnia 2015 | Bukareszt | Ceglana      | Marius Copil | Nicholas Monroe Artem Sitak | 3:6, 7:5, 17–15 |